# Ambilustrio
En la Antigua Roma se llamaba ambilustrio a la purificación del pueblo, hecha por los censores al terminar su ejercicio, cada cinco años.
Se celebraba en el campo de Marte y en el altar de este dios se inmolaban el cerdo, el oveja y el toro tradicionales, después de ser pasados por los censores. Uno de estos, elegido por sorteo, recitaba una oración pidiendo a Marte que acrecentara el poder de Roma.